# Sturnidae
Gli Sturnidi (Sturnidae Rafinesque, 1815) sono una famiglia di uccelli passeriformi di taglia medio-piccola, diffusa in buona parte del mondo.

## Biologia
Uccelli molto gregari, sono caratterizzati dalle zampe robuste e da un volo diretto. Molte specie vivono a contatto con l'uomo. Si cibano di insetti e frutta anche se talune specie sono onnivore.

## Tassonomia
La famiglia comprende 33 generi e 123 specie:
- Genere Aplonis Gould, 1836
  - Aplonis metallica (Temminck, 1824) - storno metallico;

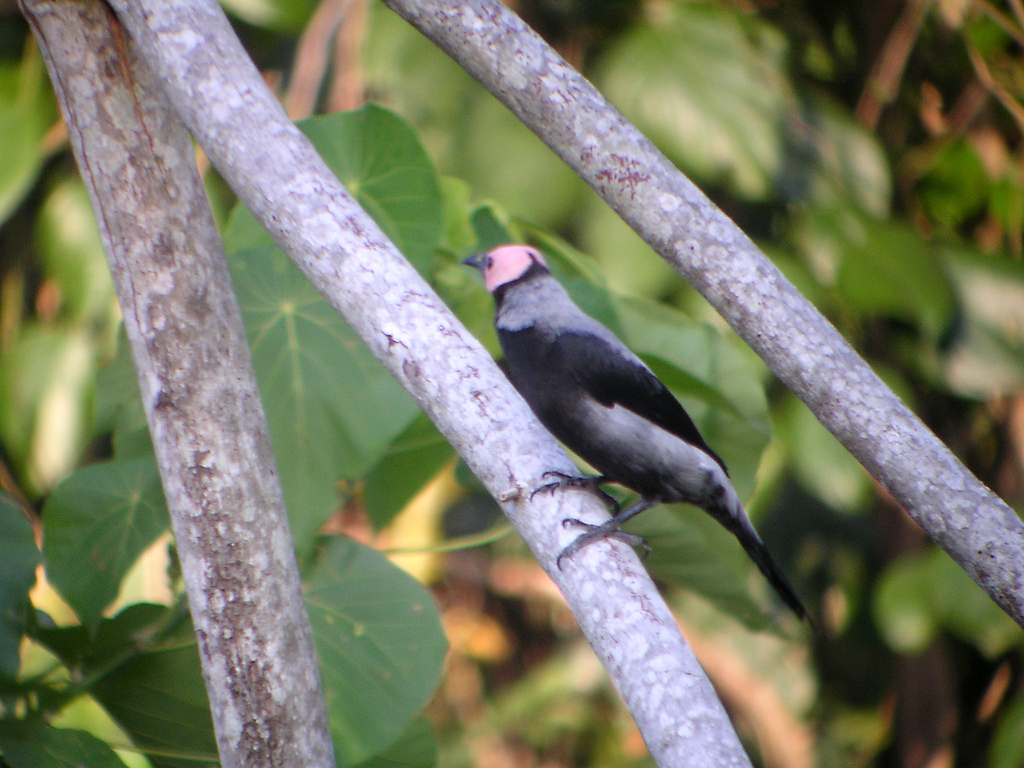
Coleto
(Sarcops calvus)

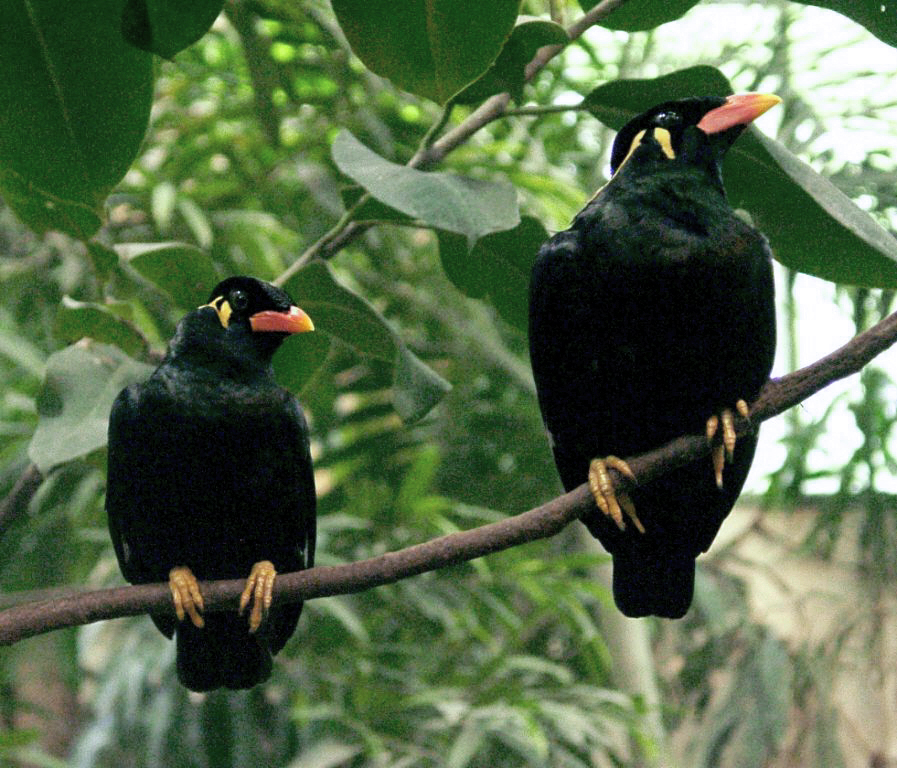
Gracula religiosa comune
(Gracula religiosa)

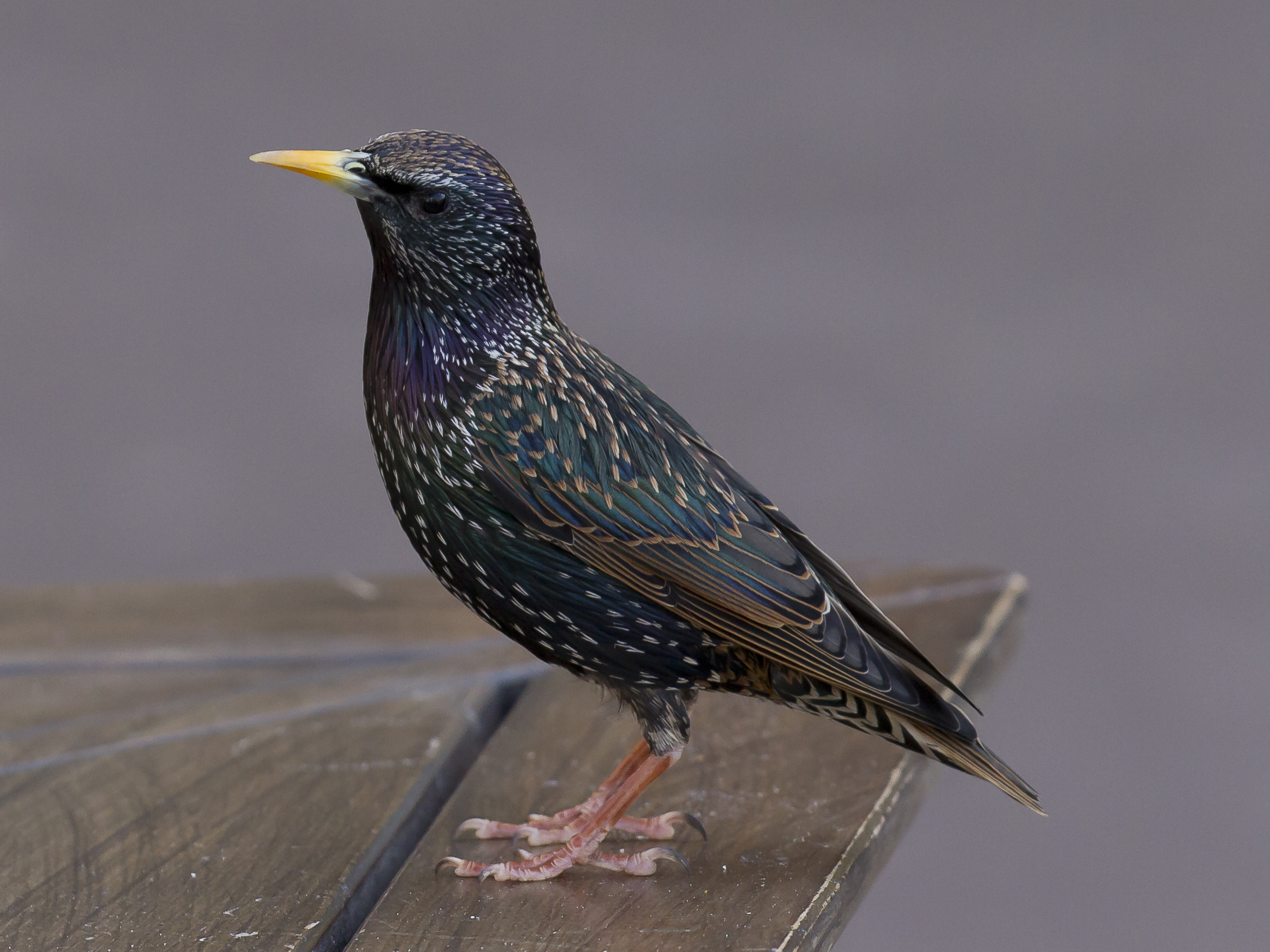
Storno comune
(Sturnus vulgaris)

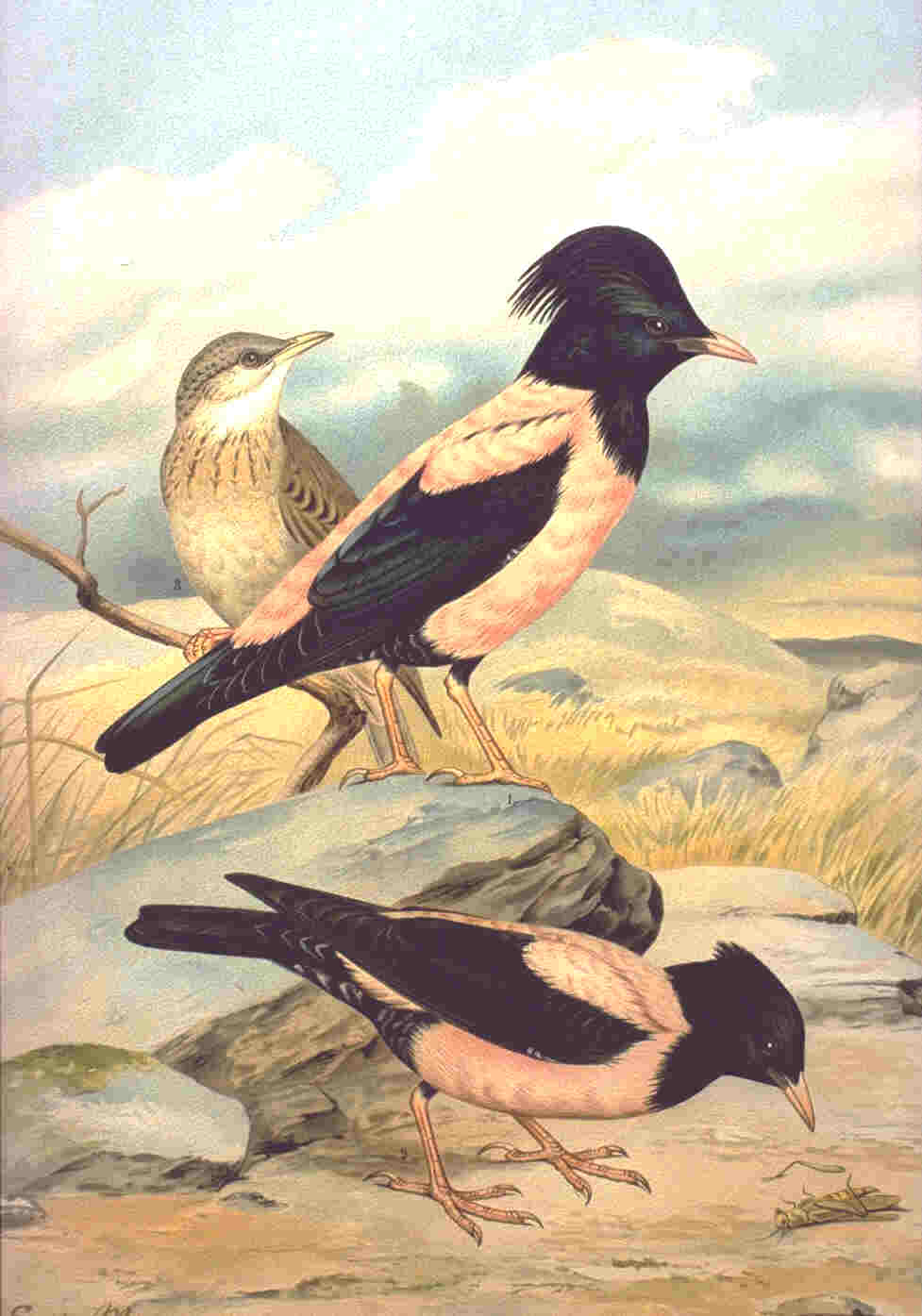
Storno roseo
(Pastor roseus)

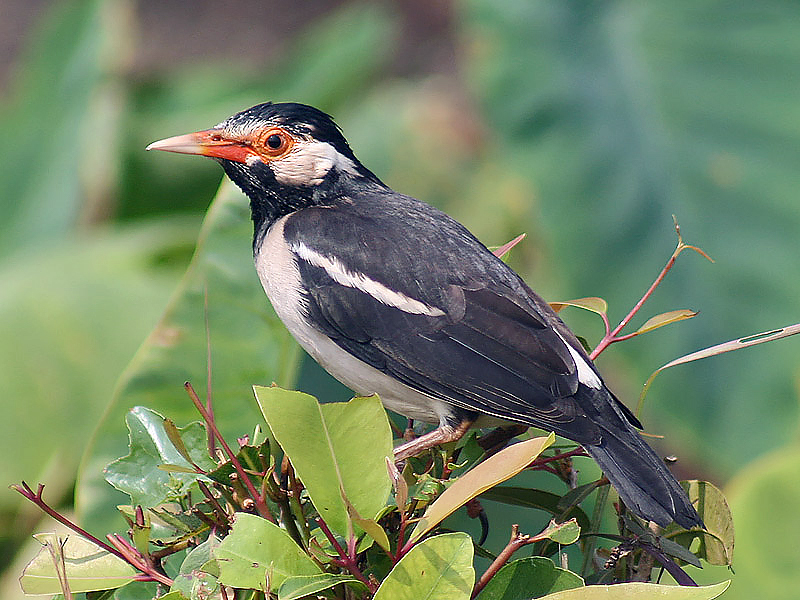
Storno bianconero asiatico
(Gracupica contra)

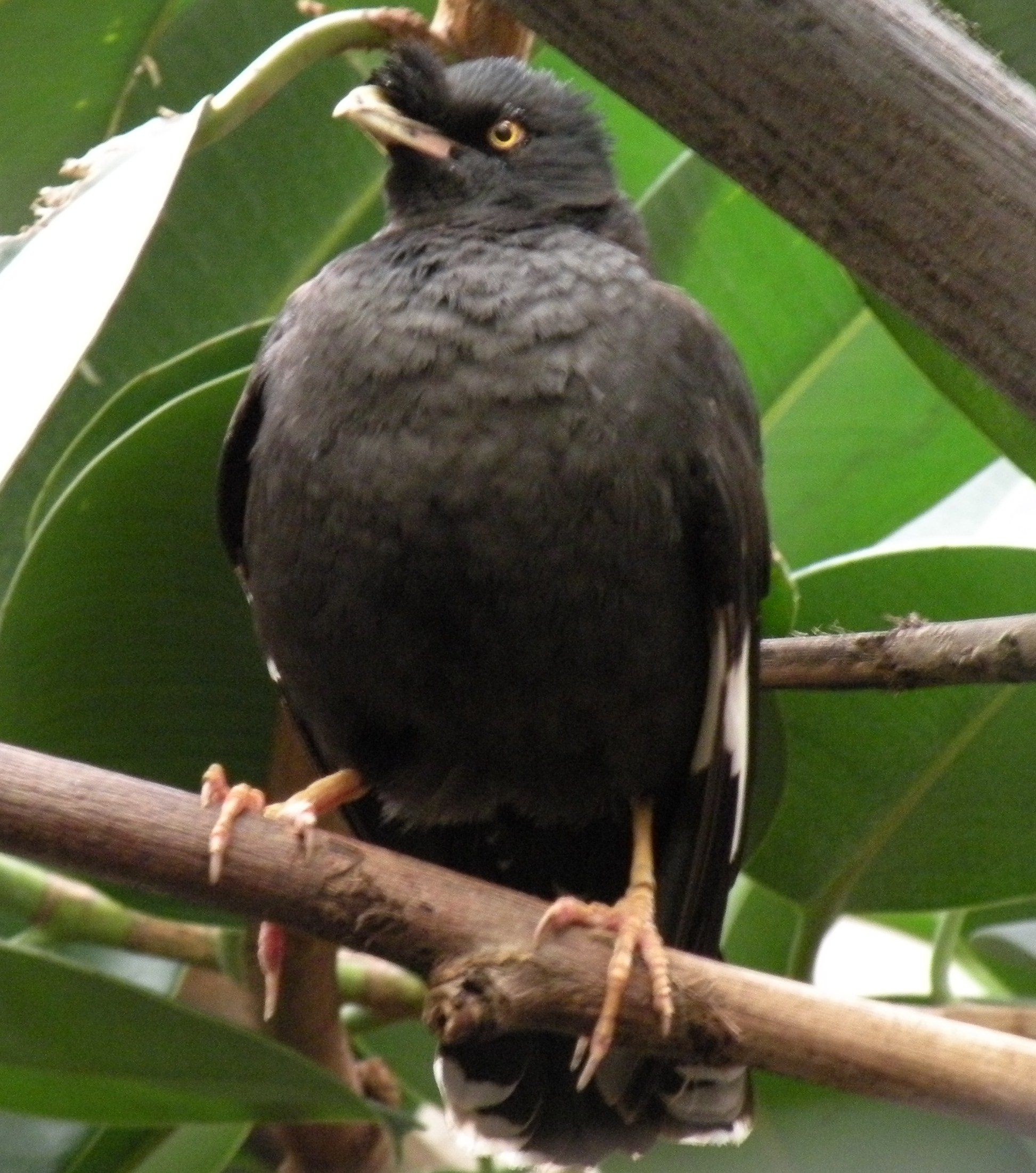
Maina crestata
(Acridotheres cristatellus)

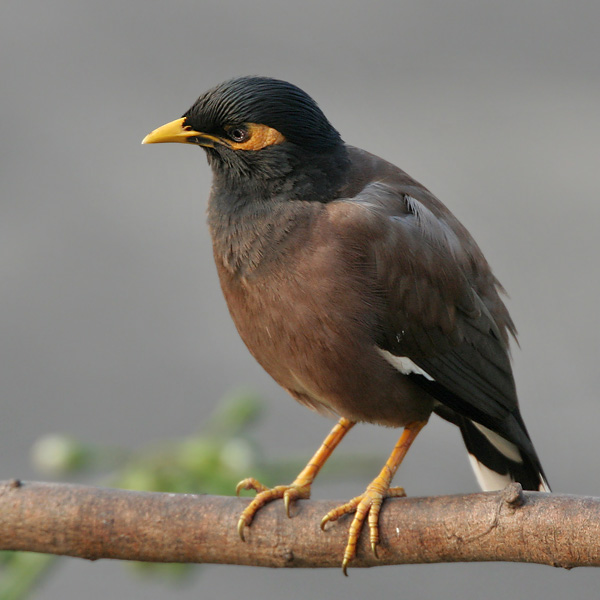
Maina comune
(Acridotheres tristis)

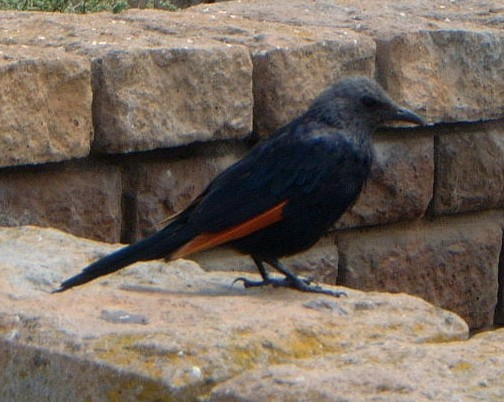
Storno alirosse
(Onychognathus morio)

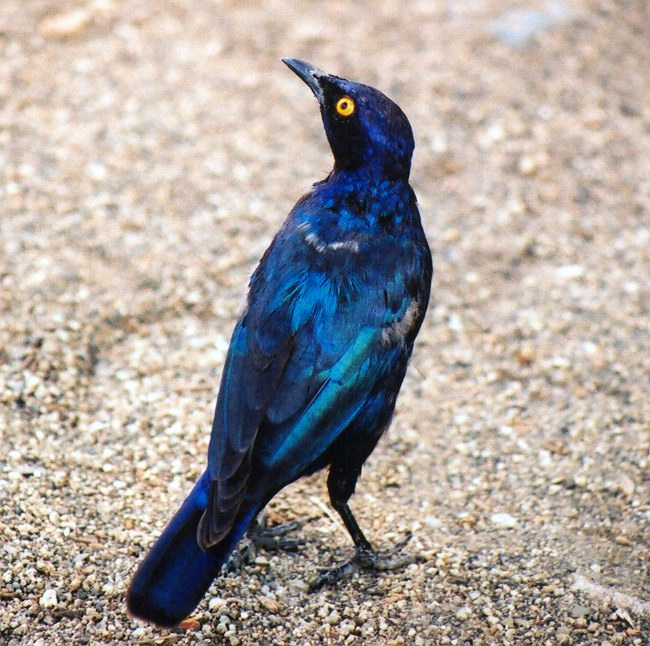
Storno splendente del Capo
(Lamprotornis nitens)

  - Aplonis circumscripta (A. B. Meyer, 1884) - storno dal cappuccio viola;
  - Aplonis mystacea (Ogilvie-Grant, 1911) - storno di Grant;
  - Aplonis cantoroides (G. R. Gray, 1862) - storno canoro;
  - Aplonis crassa (P. L. Sclater, 1883) - storno delle Tanimbar;
  - Aplonis feadensis (E. P. Ramsay, 1882) - storno delle Fead;
  - Aplonis insularis Mayr, 1931 - storno di Rennell;
  - Aplonis magna (Schlegel, 1871) - storno codalunga;
  - Aplonis brunneicapillus (Danis, 1938) - storno occhibianchi;
  - Aplonis grandis (Salvadori, 1881) - storno grande;
  - Aplonis dichroa (Tristram, 1895) - storno di San Cristobal;
  - Aplonis zelandica (Quoy e Gaimard, 1830) - storno delle Nuove Ebridi;
  - Aplonis striata (J. F. Gmelin, 1788) - storno della Nuova Caledonia;
  - Aplonis fusca Gould, 1836 † - storno di Norfolk;
  - Aplonis santovestris Harrisson e A. J. Marshall, 1937 - storno di Espiritu Santo;
  - Aplonis panayensis (Scopoli, 1786) - storno delle Filippine;
  - Aplonis mysolensis (G. R. Gray, 1862) - storno delle Molucche;
  - Aplonis minor (Bonaparte, 1850) - storno codabreve;
  - Aplonis opaca (Kittlitz, 1833) - storno di Micronesia;
  - Aplonis pelzelni Finsch, 1876 - storno di Ponapé;
  - Aplonis tabuensis (J. F. Gmelin, 1788) - storno del Pacifico;
  - Aplonis atrifusca (Peale, 1848) - storno delle Samoa;
  - Aplonis corvina (Kittlitz, 1833) † - storno di Kosrae;
  - Aplonis mavornata Buller, 1887 † - storno misterioso;
  - Aplonis cinerascens Hartlaub e Finsch, 1871 - storno di Rarotonga.

- Genere Mino Lesson, 1827
  - Mino dumontii Lesson, 1827 - maina facciagialla;
  - Mino kreffti (P. L. Sclater, 1869) - maina codalunga;
  - Mino anais (Lesson, 1839) - maina pettodorato.

- Genere Basilornis Bonaparte, 1850
  - Basilornis celebensis G. R. Gray, 1861 - storno reale di Sulawesi;
  - Basilornis galeatus A. B. Meyer, 1894 - storno reale dall'elmo;
  - Basilornis corythaix (Wagler, 1827) - storno reale di Seram;
  - Basilornis mirandus (Hartert, 1903) - storno reale di monte Apo.

- Genere Sarcops Walden, 1875
  - Sarcops calvus (Linnaeus, 1766) - storno calvo.

- Genere Streptocitta Bonaparte, 1850
  - Streptocitta albicollis (Vieillot, 1818) - maina collobianco;
  - Streptocitta albertinae (Schlegel, 1865) - maina occhinudi.

- Genere Enodes Temminck, 1839
  - Enodes erythrophris (Temminck, 1824) - storno orecchie rosse.

- Genere Scissirostrum Lafresnaye, 1845
  - Scissirostrum dubium (Latham, 1802) - storno beccogrosso.

- Genere Saroglossa Hodgson, 1844
  - Saroglossa spilopterus (Vigors, 1831) - storno alimacchiate.

- Genere Ampeliceps Blyth, 1842
  - Ampeliceps coronatus Blyth, 1842 - maina crestadorata.

- Genere Gracula Linnaeus, 1758
  - Gracula ptilogenys Blyth, 1846 - gracula di Sri Lanka;
  - Gracula religiosa Linnaeus, 1758 - gracula religiosa;
  - Gracula indica (Cuvier, 1829) - gracula del Sud;
  - Gracula robusta Salvadori, 1887 - gracula di Nias;
  - Gracula enganensis Salvadori, 1892 - gracula di Enngano.

- Genere Acridotheres Vieillot, 1816
  - Acridotheres grandis F. Moore, 1858 - maina maggiore;
  - Acridotheres cristatellus (Linnaeus, 1758) - maina crestata;
  - Acridotheres javanicus Cabanis, 1851 - maina di Giava;
  - Acridotheres cinereus Bonaparte, 1851 - maina ventre pallido;
  - Acridotheres fuscus (Wagler, 1827) - maina della giungla;
  - Acridotheres albocinctus Godwin-Austen e Walden, 1875 - maina dal collare bianco;
  - Acridotheres ginginianus (Latham, 1790) - maina degli argini;
  - Acridotheres tristis (Linnaeus, 1766) - maina comune;
  - Acridotheres melanopterus (Daudin, 1800) - storno alinere;
  - Acridotheres burmannicus (Jerdon, 1862) - storno dal petto vinoso.

- Genere Spodiopsar Sharpe, 1889
  - Spodiopsar sericeus (J. F. Gmelin, 1789) - storno beccorosso;
  - Spodiopsar cineraceus (Temminck, 1835) - storno guancebianche.

- Genere Gracupica Lesson, 1831
  - Gracupica nigricollis (Paykull, 1807) - storno collonero;
  - Gracupica contra (Linnaeus, 1758) - storno bianco e nero.

- Genere Agropsar Oates, 1889
  - Agropsar sturninus (Pallas, 1776) - storno daurico;
  - Agropsar philippensis (J. R. Forster, 1781) - storno dorsovioletto.

- Genere Sturnia Lesson, 1837
  - Sturnia sinensis (J. F. Gmelin, 1788) - storno della Cina;
  - Sturnia malabarica (J. F. Gmelin, 1789) - storno testagrigia;
  - Sturnia erythropygia Blyth, 1846 - storno testabianca;
  - Sturnia blythii (Jerdon, 1845) - storno del Malabar;
  - Sturnia pagodarum (J. F. Gmelin, 1789) - storno delle pagode.

- Genere Sturnornis Legge, 1879
  - Sturnornis albofrontatus (E. L. Layard, 1854) - storno facciabianca.

- Genere Leucopsar Stresemann, 1912
  - Leucopsar rothschildi Stresemann, 1912 - storno di Rothschild.

- Genere Fregilupus Lesson, 1830
  - Fregilupus varius (Boddaert, 1783) † - storno di Réunion.

- Genere Necropsar Slater, 1879
  - Necropsar rodericanus Slater, 1879 † - storno di Rodrigues.

- Genere Pastor Temminck, 1815
  - Pastor roseus (Linnaeus, 1758) - storno roseo.

- Genere Sturnus Linnaeus, 1758
  - Sturnus vulgaris Linnaeus, 1758 - storno;
  - Sturnus unicolor Temminck, 1820 - storno nero.

- Genere Creatophora Lesson, 1847
  - Creatophora cinerea (Meuschen, 1787) - storno caruncolato.

- Genere Notopholia Roberts, 1922
  - Notopholia corrusca (Nordmann, 1835) - storno splendente ventrenero.

- Genere Hylopsar Boetticher, 1940
  - Hylopsar purpureiceps (J. Verreaux e E. Verreaux, 1851) - storno splendente testapurpurea;
  - Hylopsar cupreocauda (Hartlaub, 1857) - storno splendente codaramata.

- Genere Lamprotornis Temminck, 1820
  - Lamprotornis nitens (Linnaeus, 1766) - storno splendente alirosse;
  - Lamprotornis chalybaeus Hemprich e Ehrenberg, 1828 - storno orecchie blu maggiore;
  - Lamprotornis chloropterus Swainson, 1838 - storno orecchie blu minore;
  - Lamprotornis elisabeth (Stresemann, 1924) - storno orecchie blu meridionale;
  - Lamprotornis chalcurus Nordmann, 1835 - storno splendente codabronzata;
  - Lamprotornis splendidus (Vieillot, 1822) - storno splendido;
  - Lamprotornis ornatus (Daudin, 1800) - storno splendente di Príncipe;
  - Lamprotornis iris (Oustalet, 1879) - storno smeraldino;
  - Lamprotornis purpureus (Statius Müller, 1776) - storno splendente purpureo;
  - Lamprotornis purpuroptera Rüppell, 1845 - storno Rüppell;
  - Lamprotornis caudatus (Statius Müller, 1776) - storno splendente codalunga;
  - Lamprotornis regius (Reichenow, 1879) - storno dal petto dorato;
  - Lamprotornis mevesii (Wahlberg, 1856) - storno di Meves;
  - Lamprotornis australis (A. Smith, 1836) - storno di Burchell;
  - Lamprotornis acuticaudus (Barboza du Bocage, 1869) - storno splendente codacuta;
  - Lamprotornis superbus Rüppell, 1845 - storno superbo;
  - Lamprotornis hildebrandti (Cabanis, 1878) - storno di Hildebrandt;
  - Lamprotornis shelleyi (Sharpe, 1890) - storno di Shelley;
  - Lamprotornis pulcher (Statius Müller, 1776) - storno ventrecastano;
  - Lamprotornis unicolor (Shelley, 1881) - storno cenerino;
  - Lamprotornis fischeri (Reichenow, 1884) - storno di Fischer;
  - Lamprotornis bicolor (J. F. Gmelin, 1789) - storno ventrebianco;
  - Lamprotornis albicapillus (Blyth, 1855) - storno capobianco.

- Genere Hartlaubius Bonaparte, 1853
  - Hartlaubius auratus (Statius Müller, 1776) - storno del Madagascar.

- Genere Cinnyricinclus Lesson, 1840
  - Cinnyricinclus leucogaster (Boddaert, 1783) - storno ametista.

- Genere Onychognathus Hartlaub, 1849
  - Onychognathus morio (Linnaeus, 1766) - storno alicastane;
  - Onychognathus tenuirostris (Rüppell, 1836) - storno beccofine;
  - Onychognathus fulgidus Hartlaub, 1849 - storno fulgido;
  - Onychognathus walleri (Shelley, 1880) - storno di Waller;
  - Onychognathus blythii (Hartlaub, 1859) - storno di Blyth;
  - Onychognathus frater (P. L. Sclater e Hartlaub, 1881) - storno di Socotra;
  - Onychognathus tristramii (P. L. Sclater, 1858) - storno di Tristram;
  - Onychognathus nabouroup (Daudin, 1800) - storno alichiare;
  - Onychognathus salvadorii (Sharpe, 1891) - storno di Salvadori;
  - Onychognathus albirostris (Rüppell, 1836) - storno beccobianco;
  - Onychognathus neumanni (Alexander, 1908) - storno di Neumann.

- Genere Poeoptera Bonaparte, 1854
  - Poeoptera stuhlmanni (Reichenow, 1893) - storno di Stuhlmann;
  - Poeoptera kenricki Shelley, 1894 - storno di Kenrick;
  - Poeoptera lugubris Bonaparte, 1854 - storno codagraduata;
  - Poeoptera sharpii (Jackson, 1898) - storno di Sharpe;
  - Poeoptera femoralis (Richmond, 1897) - storno di Abbott.

- Genere Grafisia Bates, 1926
  - Grafisia torquata (Reichenow, 1909) - storno dal collare bianco.

- Genere Speculipastor Reichenow, 1879
  - Speculipastor bicolor Reichenow, 1879 - storno bicolore.

- Genere Neocichla Sharpe, 1876
  - Neocichla gutturalis (Barboza du Bocage, 1871) - storno alibianche.

- Genere Rhabdornis Reichenbach, 1853
  - Rhabdornis mystacalis (Temminck, 1825) - storno dal petto striato;
  - Rhabdornis inornatus Ogilvie-Grant, 1896 - storno dal petto striato;
  - Rhabdornis grandis Salomonsen, 1953 - storno grande delle Filippine.